# Sierre
Sierre é uma  comuna suíça do Cantão de Valais, pertencente ao Distrito de Sierre que está rodeada pelas comunas  Valais  de Chalais, Chermignon, Chippis, Grône, Lens, Montana, Randogne, Saint-Léonard, Val D`Anniviers, Salgesch, Venthône, Veyras.
Com 14 355 habitantes, Sierre, estende-se por uma área de 19,2 km² e tem uma densidade populacional de 748 hab/km². A língua oficial nesta comuna é o Francês.

## História
Curtis, como se chamava em 515, foi legada à Abadia de Saint-Maurice, da localidade do mesmo nome no Cantão do Valais, que no século XI pertencia ao Bispado de Sion. A comuna tinha três castelos que foram destruídos durante as guerras entre as famílias feudais e os bispos de Sion, ou então entre os do  Alto Valais e os Condes de Saboia. Em 1798, a comuna de Sion alia-se ao Alto Valais e em 1799 deve suportar a ocupação das tropas francesas e vaudoises.
A paróquia de Sierre é uma das mais antigas da diocese de Sion. Os mais antigos vestígios da igreja paroquial de Saint-Martin, na colina de Gérond são dos meados ou da segunda metade do século V. A igreja paroquial actual dedicada a Santa Catarina, foi construída em 1687.
Fundamentalmente agrícola, a região de Sierre só se desenvolveu efectivamente depois da chegada do caminho de ferro em 1868. Tanto o Lago de Géronde, que é na realidade um braço do Ródano, como o funicular Sierre-Montana Vermala em 1908 serviram a desenvolver o interesse desta região, e para a qual também muito contribuiu a fábrica de alumínio de Chippis em 1908 e a de laminagem em 1929.

## Vinho
Os vinhos do Cantão suíço do {{CH-VS]] têm uma longa história, e de grande tradição, e muito rica. Historiadores, etnólogos, ampelógrafos e biologista fizeram um estudo que demorou seis anos, e os resultados da pesquisa estão reunidos numa obra de referência Histoire de la vigne et du vin en Valais, des origines à nos jours - a História da vinha e do vinho do Valai, das origens até aos nossos dias. 
Desde a Renascença que numerosos autores descreveram o Vale do Ródano nas crónicas que faziam das suas viagens. Evocavam o clima excepcional, a fertilidade  dos solos, as variedades de culturas e a qualidade dos vinhos. Insistiam sobre o contraste dos montes "que fazem medo" e "selvagens" dos Alpes, e os "espaços ensolarados e pitorescos". A vinha que se encontram encosta acima, simboliza o trabalho humano, a vitória do homem sobre a natureza. Mas a vinha também demonstra o aspecto mediterrâneo e há quem o compare aos vinhos escuros e tnizados  de Espanha.

## Convento de Géronde
O Convento de Géronde é uma casa religiosa de Bernardinos, nome que tomaram os membros da Ordem de Cister quando São Bernardo de Claraval reformou e aumentou a ordem. 